# Nậm Khăn
Nậm Khăn là một xã thuộc huyện Nậm Pồ, tỉnh Điện Biên, Việt Nam.

## Địa lý
Xã Nậm Khăn có vị trí địa lý:
- Phía đông và phía bắc giáp tỉnh Lai Châu
- Phía tây giáp xã Chà Càng và xã Pa Tần
- Phía nam giáp xã Chà Tở.

Xã Nậm Khăn có diện tích 104,68 km², dân số năm 2022 là 2.090 người,mật độ dân số đạt 19 người/km².

## Hành chính
Xã Nậm Khăn được chia thành 6 bản.

## Lịch sử
Ngày 14 tháng 11 năm 2006, Chính phủ ban hành Nghị định số 135/2006/NĐ-CP về việc thành lập xã Nậm Khăn thuộc huyện Mường Chà trên cơ sở điều chỉnh 10.480 ha diện tích tự nhiên và 1.978 nhân khẩu của xã Chà Tở.
Ngày 25 tháng 8 năm 2012, Chính phủ ban hành Nghị quyết số 45/NQ-CP về việc chuyển xã Nậm Khăn thuộc thuộc huyện Mường Chà về huyện Nậm Pồ mới thành lập quản lý.
Ngày 6 tháng 12 năm 2019, HĐND tỉnh Điện Biên ban hành Nghị quyết số 148/NQ-HĐND về việc thành lập bản Vằng Xôn trên cơ sở bản Vằng Xôn 1 và bản Vằng Xôn 2.